# 羅雷 (1918年)
羅雷（1918年11月1日—1993年），原名紹賢，字雲風（一作雲峰），法名緣道，生於雲南鎮康，曾參與雲南反共救國軍。佛教佛乘宗第二代宗師與實際創始人。

## 生平
生於當地望族，其父羅公正曾留學日本，加入同盟會，參與國民革命。回國後，任雲南邊防軍統領。其家中有子女八人。羅雷11歲喪父，由其母張鳳鳴撫養長大。14歲皈依妙空法師學佛。1936年在昆明就讀高中時，放棄學業，加入中華民國國軍，至中國西北參與抗日戰爭。1942年，回到雲南，加入中国远征军，在當地組織游擊隊。
中華人民共和國於1949年成立時，雲南省主席盧漢投降中國解放軍。其兄羅紹文原於鎮康縣任鎮長，率眾至緬甸北方加入李彌將軍的雲南反共救國軍，羅雷隨之前往。1951年，其兄羅紹文戰死，羅雷接任第157縱隊副司令兼參謀長。
1953年，在中華民國總統蔣中正命令下，雲南反共軍由緬甸撤退，羅雷隨部隊至台灣。1955年，遭控告為匪諜，入獄八年。
出獄後，改名羅雷。經鄧文儀將軍介紹，進入台北市新店樂園工作，移居新店碧潭山區。開始在《台灣佛教》雜誌發表佛學文章，同時為人看相算命。1964年，受聘為中國佛教會委員，於1965年辭去職務。1967年參與發起中華佛教居士會。1968年經當局核准成立，由李謇任首任理事長，羅雷任理事兼活動組組長。
1979年，經朱心一推薦，在摩訶菩提會資助下，在永和豫溪街開班授課，建立佛乘宗。以其師妙空法師為第一代祖師，自己為佛乘宗第二代宗師。以修行成就為人治病，信徒開始增加。
1989年成立中華民國大乘禪功學會。1991年成立中華民國佛乘宗學會。1993年，羅雷過世。
在2011年，在其家屬申請後，經中華民國法務部調查，承認其匪諜案為冤案，頒發回復名譽證書。

## 家庭
其妻包玉蘭，在1974年成為其弟子，之後兩人結婚。

## 佛乘宗傳承
佛乘宗，為頓入大自在實相理體，圓證一心，即生肉身成佛之圓頓法門。尊法身佛大自在王佛為第一代祖師，以《華嚴經》為主要參考經典。佛乘宗之戒為無相大戒：「不戒法相，不戒非法相，戒之在體，戒之在德，」。修法以身心一如，心理有八大加行，生理九段行功，集佛教大小乘義理之精華，為能治百病肉身成佛之妙行。
佛乘宗尊大自在王佛為本師，大自在王佛化身為妙空法師，為第一代祖師，傳授羅雷為第二代宗師，以「在家居士」修行為主。在羅雷在世時，佛乘宗就出現大乘禪功學會與大緣精舍兩個支派，分別由彭金泉與李政賢領導，皆尊羅雷為宗師。在他過世後，佛乘宗分裂為四個主要派系，包括其妻包玉蘭、弟子彭金泉、李政賢、皆分別宣稱自己為佛乘宗後繼宗師，唯有弟子楊博光宣稱為傳法師。
其弟子彭金泉於1983年拜入門下，法名善佛。於1985年擔任「中印緬錫文化經濟協會摩訶菩提學術委員會」總幹事兼大乘禪功教授師，成立大覺佛堂，招收弟子。1989年，羅雷與其弟子等人共同發起成立大乘禪功學會，由彭金泉任實際領導者，代師授徒。在羅雷過世後，於1995年自立為佛乘宗第三代宗師。
其弟子李政賢於1988年拜入門下，法名善單。於1989年成立大緣精舍，開始教授弟子。於羅雷過世後，由弟子趙書賢與各大道場協調，最終協議讓法體在大緣精舍供人瞻仰，此事過後，李政賢自立為第三代法傳人與宗師，開始建立佛乘宗世界弘法總會，成立財團法人佛乘世界文教基金會，2001年建立緣道觀音廟。2017年建淡水千手千眼觀世音菩薩坐佛聖像，其大殿供奉 大自在王佛 與 妙空祖師菩薩 緣道菩薩金身聖像。
羅雷在世時任命其妻包玉蘭為佛乘宗長老，頒發長老證書，授予法名緣善聖，在羅雷過世後，包玉蘭現出家相，改以法名緣聖，自立為宗師，接替羅雷率領佛乘宗學會，建立大自在王佛禪寺。向經濟部智慧財產局申請註冊「佛乘宗」、「大乘佛乘宗」、「佛乘宗大乘法門」等團體標章專用權。其下支系道場包括「財團法人佛乘宗基金會」、「社團法人中華佛乘宗學會」、「明德大自在禪林」、「永和大自在禪林」、「新竹大自在禪林」、「台中大自在禪林」。
其弟子楊博光，法名善性，1993年移居美國潛修，奉羅雷之命在美國宏傳佛乘大法。赴美後正式合法註冊登記「美國佛乘宗學會」，在美國舊金山成立「大自在禪林」、洛杉磯成立「緣道精舍」，目前交給佛乘宗學會管理，於1999年回台灣傳授佛乘宗，為第三代傳法師，曾成立「台北大自在講堂」、「永和妙空講堂」、「中壢緣道講堂」、「台中慈悲心講堂」、「台南平等心講堂」、「高雄捨離心講堂」、「中華佛乘宗法界弘法協會」、「佛教佛乘宗基金會」等組織。。